# فانا كريست
فانا كريست (بالإنجليزية: Vana-Kariste)‏ هي قرية تقع في إستونيا في مقاطعة فيلياندي. يقدر عدد سكانها بـ 95 نسمة .